# Internet Society
La Internet Society o Societat d'Internet, coneguda per les sigles en anglès ISOC, és una organització internacional sense ànim lucratiu fundada el 1992 per proporcionar lideratge en els estàndards, la formació i les polítiques relacionats amb Internet. Manifesta que la seva missió consisteix en "assegurar el desenvolupament obert, l'evolució i l'ús d'Internet en benefici de totes les persones arreu del món".
La Internet Society té les seves oficines prop de Washington DC, i a Ginebra, Suïssa. Compta amb una base de més de 130 organitzacions afiliades i més de 55.000 membres individuals. Els membres també formen "capítols" basats en qualsevol localització geogràfica comuna o interessos especials. Hi ha actualment més de 90 capítols al voltant del món.

## Història
Es va formar oficialment el 1992, amb el propòsit de proporcionar una estructura corporativa per donar suport al procés de desenvolupament dels estàndards d'Internet. Vint Cerf, Bob Kahn, Lyman Chapin van publicar el document, Announcing ISOC, que explicava les raons de crear la societat. Aquest document també defineix la carta original com a organització no lucrativa que s'orienta a propòsits educatius, caritatius, i científics de caràcter internacional, entre els que hi figuren: fomentar el desenvolupament tècnic, la recerca i la formació de professionals, educar les comunitats acadèmiques i científiques i el públic pel que fa a la tecnologia, ús, i aplicació de la xarxa, promoure aplicacions científiques i educatives per a l'ensenyament, la indústria, i el públic en general, crear un fòrum per a l'exploració de noves aplicacions així com promoure la col·laboració entre organitzacions actiues al desenvolupament de la xarxa.

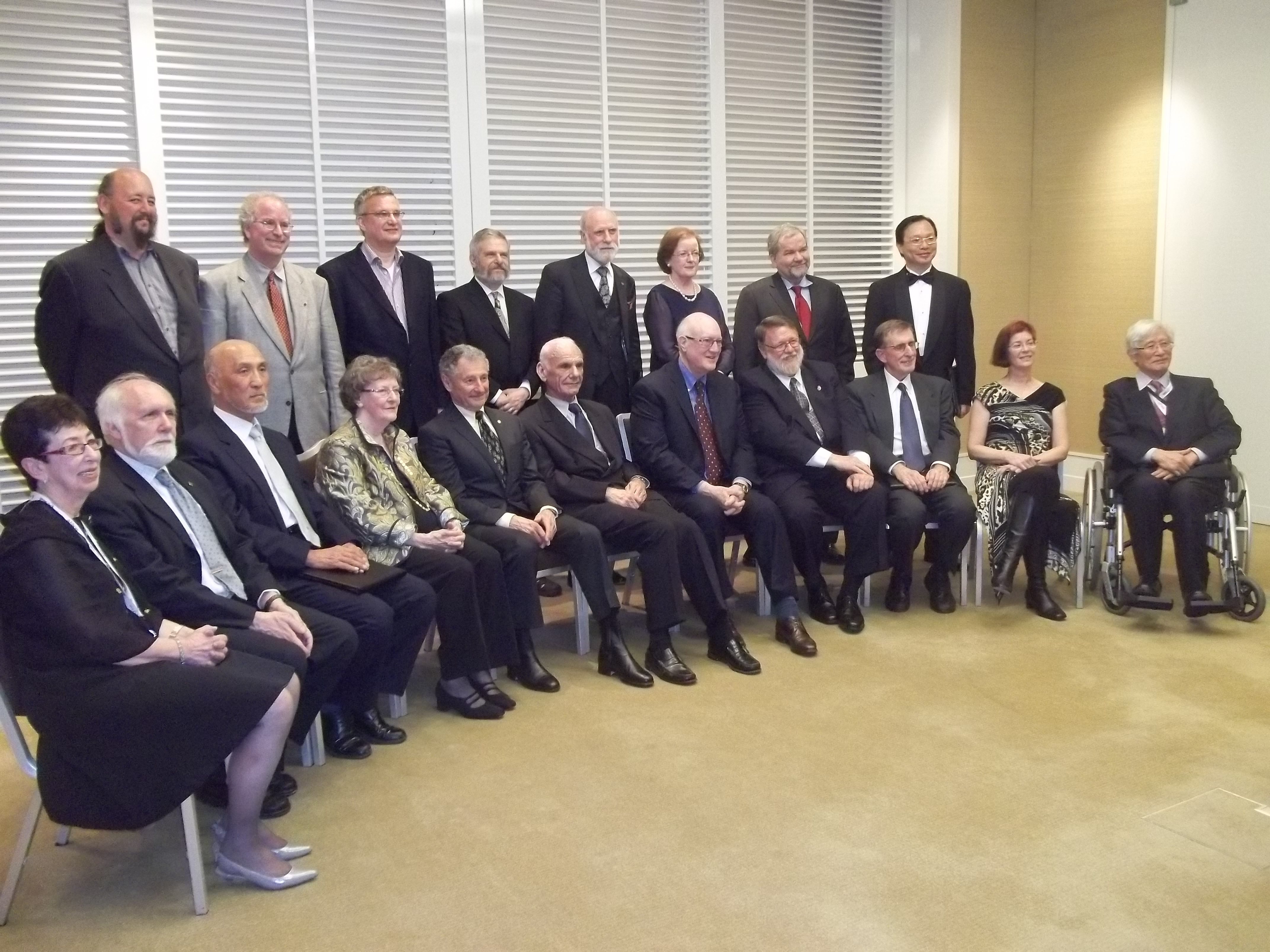
Guardonats a la primera edició de l'Internet Hall of Fame

Molts organitzacions, com l'Internet Engineering Task Force (IETF), romanen molt informals des d'una perspectiva legal. Les necessitats de creixement del suport financer i l'estructura organitzativa han anat creixent. La Internet Society s'incorporava com una organització educativa sense ànim de lucre que podria proporcionar aquella estructura de suport, així com promoure altres importants activitats per al desenvolupament de la Internet. És la corporació matriu de l'IETF; com a tal tots els documents RFC de l'IETF, incloent-hi aquells que descriuen "Estàndards d'Internet", estan registrats per la Societat d'Internet (tot i que lliurement disponibles per a qualsevol, incloent-hi no-membres, sense cost).
El 2012, amb motiu del 20è aniversari de la ISOC, es va crear l'Internet Hall of Fame, un premi anual, amb l'objectiu de "reconèixer públicament un grup distingit i selecte de visionaris, líders i pioners que hagin fet contribucions significatives al desenvolupament i avanç de la Internet global".

## Internet Society actual
L'organització porta a terme una gran varietat d'activitats en tres categories principals: les normes o estàndards, polítiques públiques, i l'educació.
En la categoria de normes dona suport i promou el treball dels organismes de normalització dels que és la base organitzacional: l'Internet Engineering Task Force (IETF), lInternet Architecture Board (IAB), lInternet Engineering Steering Group (IESG), i el Internet Research Task Force (IRTF). La Internet Society també busca promoure la comprensió i apreciació del model d'Internet per a processos oberts i transparents basat en el consens de presa de decisions.
En la categoria de polítiques públiques, treballa amb governs, organitzacions nacionals i internacionals, societat civil, el sector privat i altres grups per promoure les polítiques sobre Internet que s'ajustin als seus valors fonamentals. La següent declaració mostra la base del posicionament: «Tenim la visió d'un futur en què la gent d'arreu del món poden utilitzar Internet per millorar la seva qualitat de vida, perquè els estàndards, tecnologies, pràctiques empresarials i les polítiques governamentals sostenen una plataforma oberta i d'accés universal per a la innovació, la creativitat i les oportunitats econòmiques». Té la seva funció més important en els debats sobre la governança d'Internet, inclosa la participació significativa en la Cimera Mundial de la Societat de la Informació (WSIS) i el Internet Governance Forum (IGF).
En la categoria de l'educació persegueix els seus objectius mitjançant la coordinació i el suport amb la capacitació tècnica, seminaris i conferències sobre temes d'actualitat d'Internet, el suport a organitzacions d'Internet locals i regionals; l'emissió d'informes i documents tècnics sobre tecnologies d'Internet, i el finançament de les oportunitats de participació per als experts d'Internet dels països en vies de desenvolupament
També fomenta la innovació i noves idees a través de donacions i recompenses a les iniciatives pertinents i activitats de divulgació que s'ocupen dels contextos humanitaris, educatius i socials de la connectivitat en línia. És la societat matriu de la Public Interest Registry, que gestiona el domini de primer nivell .ORG.
Té oficines conjuntes en Reston, Virgínia, i a Ginebra, Suïssa. També ha establert "oficines regionals" per a Amèrica Llatina i el Carib, Àfrica, Àsia, Amèrica del Nord i Europa. Va ajudar a organitzar Dia Mundial d'IPv6, que va reunir a empreses com Facebook, Google, Yahoo!, Akamai Technologies i Limelight Networks així com ISP per crear consciència sobre qüestions com ara la fragmentació IPv6.

## Govern de l'Organització
El Consell d'Administració de la Societat d'Internet és el seu òrgan rector. La llista actual d'administradors i els membres del comitè es troba a la pàgina de l'Organització.

## Capítols
- Capitulo Argentino de Internet Society - Argentina
- ISOC-AM - Armenia
- ISOC-AU - Australia
- Bahrain Internet Society Chapter - Bahrain
- ISOC BD - Bangladesh
- ISOC European Chapters Coordinating Council - Barcelona - Europe
- ISOC Belgium vzw - Belgium
- ISOC Wallonie - Belgium - Wallonia
- ISOC BJ - Benin
- ISOC BR - Brazil
- Internet Society - Bulgaria
- ISOC BI - Burundi
- ISOC Cambodia - Cambodia
- ISOC Cameroon - Cameroon
- ISOC Canada - Canada - National
- ISOC Quebec - Canada - Québec
- ISOC Toronto - Canada - Toronto
- ISOC Colombia - Colombia
- ISOC CG - Congo
- ISOC DRC - Democratic Republic of the Congo
- ISOC DK - Denmark
- ISOC EC - Ecuador
- ISOC EG - Egypt
- ISOC England - ISOC UK - England
- ISOC Finland - Finland
- ISOC FR - France
- ISOC-GAL - Galicia (Spain)
- ISOC GM - Gambia
- ISOC GE - Georgia
- ISOC DE - Germany
- ISOC Ghana - Ghana
- ISOC GR - Greece
- ISOC Hong Kong - Hong Kong
- Hungary Chapter of ISOC (MITE) - Hungary
- Delhi Chapter of the Internet Society - India - Delhi
- India Chennai Chapter of the Internet Society - India - Chennai
- India Kolkata Chapter of the Internet Society - India - Kolkata
- India Bangalore Chapter of the Internet Society - India - Bangalore
- Irish Chapter of ISOC - Ireland
- Israel Internet Association (ISOC IL) - Israel
- Società Internet - Italy
- ISOC JP - Japan
- ISOC KR - Korea (Republic of)
- ISOC Luxembourg - Luxembourg
- ISOC MY - Malaysia
- ISOC Mali - Mali
- ISOC MU - Mauritius
- Sociedad Internet de Mexico - Mexico
- ISOC-MU - Mauritius
- MISOC - Morocco
- ISOC Nepal - Nepal
- ISOC NL the Netherlands
- ISOC NE - Niger
- ISOC NG Nigeria
- Disability & Special Needs Chapter of ISOC - Non Geographic - Disability & Special Needs
- ISOC NO - Norway
- PICISOC - Pacific Islands
- ISOC PK - Pakistan
- ISOC PS - Palestine
- ISOC Peru - Peru
- ISOCCP - Philippines
- ISOC PL Poland
- ISOC PR - Puerto Rico
- ISOC Polska - Poland
- ISOC RO Romania
- Saudi Arabian Chapter of the Internet Society - Saudi Arabia
- Scottish Chapter of the Internet Society - Scotland - UK
- ISOC SN - Senegal
- ISOC Serbia - Serbia
- ISOC SL - Sierra Leone
- ISOC SI - Slovenia
- ISOC-ZA - South Africa
- ISOC-ES - Spain
- ISOC ANDA - Spain - Andalucia
- AS ISOC - Spain - Asturia
- Aragonese Chapter of the Internet Society - Spain - Aragon
- ISOC CAT - Spain, Andorra and France - Catalan Chapter
- ISOC GAL - Spain - Galicia
- Madrid Chapter of the Internet Society - Spain - Madrid
- Sudan Chapter of the Internet Society (SIS) - Sudan
- ISOC-SE - Sweden
- ISOC CH - Switzerland - Geneva
- ISOC TW - Taiwan
- ISOC TH - Thailand
- ISOC-TT - TRINIDAD AND TOBAGO
- ISOC TN - Tunisia
- Istanbul-Turkey chapter - Turkey - Istanbul
- Ugandan Chapter of the Internet Society - Uganda
- ISOC UAE - United Arab Emirates
- Capitulo Uruguay de Internet Society - Uruguay
- Chicago Chapter of the Internet Society - USA - Chicago
- ISOC Hawaii - USA - Hawaii
- ISOC Los Angeles - USA - Los Angeles
- ISOC NJ - USA - New Jersey
- ISOC NY - USA - New York Metropolitan Area
- South Central Texas Chapter - USA - Texas
- Washington DC Chapter of Internet Society - USA - Washington
- ISOC VE - Venezuela